# Lamberto Gerani
Lamberto Gerani (Matelica, 20 settembre 1895 – 1965) è stato un militare italiano, insignito della medaglia d'oro al valor militare a vivente nel corso della seconda guerra mondiale.

## Biografia
Nacque a Matelica, provincia di Macerata, il 20 settembre 1895, figlio di Giulio e Giovanna Faleschi.
Nel 1913 conseguì il diploma di ragioniere ad Ascoli Piceno, e nel gennaio 1915 venne chiamato a prestare servizio militare di leva nel Regio Esercito. Partecipò alla prima guerra mondiale in reparti dei bombardieri come aspirante ufficiale dal luglio 1917 e come sottotenente di complemento dal gennaio 1918. Prese parte alla battaglia del solstizio nel giugno di quell’anno ed a Meolo fu ferito da una pallottola di mitragliatrice. Posto in congedo nel 1919 con il grado di tenente, iniziò a lavorare come impiegato presso l'Intendenza di Finanza di Milano. Nel luglio 1928, richiamato per istruzione presso il 50º Reggimento artiglieria da campagna, prese parte alle esercitazioni estive del reggimento e nel 1935 fu promosso capitano. Richiamato in servizio attivo dopo la dichiarazione di guerra a Francia e Gran Bretagna del 10 giugno 1940, venne assegnato al deposito del 4º Reggimento artiglieria d'armata, e successivamente inviato in Albania al comando di una batteria bombarde del VI Gruppo mobilitato. Partecipò alle operazioni belliche sul fronte greco-albanese, rientrando in Italia un anno dopo, e alla fine del mese di agosto partì per l'Africa Settentrionale Italiana a disposizione del Comando Superiore delle FF.AA. (Forze Armate). Destinato al XX Gruppo cannoni da 149/35 del 5º Raggruppamento d'armata, nel gennaio 1942 assunse il comando della 842ª batteria autonoma mobilitata nel presidio di Zella e dal 1º settembre dello stesso anno il comando della batteria di formazione da 77/28 nel caposaldo di Umm el Araneb, nel Fezzan. Ferito in combattimento e catturato dalle truppe della Francia libera di Charles de Gaulle il 4 gennaio 1943, rimpatriò per malattia nel luglio 1945 e il 18 gennaio 1946 venne collocato in congedo assoluto e decorato con la medaglia d'oro al valor militare a vivente.  Promosso maggiore con anzianità 1º gennaio 1942, fu promosso nel 1955 tenente colonnello nel R.O. (Ruolo d’Onore) con anzianità dal maggio 1952 e colonnello dal dicembre 1962. Si stabilì a Matelica e si spense nel 1965.

### Fonti
1. ↑  Gruppo Medaglie d'Oro al Valore Militare 1965, p. 151.
2. 1 2 3 4 5 6 7 8 9 10  Combattenti Liberazione.
3. 1 2  Colonnelli 2008, p. 253.
4. ↑  Rainero 2011, p. 388.
5. ↑   Gerani, Lamberto, su quirinale.it, Presidenza della Repubblica Italiana. URL consultato il 19 luglio 2020.
6. ↑  Registrato alla Corte dei conti il 3 luglio 1947, Esercito registro 15, foglio 103.